# شمعون أوحيون
شمعون أوحيون (بالعبرية: שמעון אוחיון، 1 يونيو 1945، المغرب) سياسي إسرائيلي وأستاذ في جامعة بار إيلان، عضو في الكنيست عن حزب إسرائيل بيتنا. كان ترتيبه 31 في لائحة حزب الليكود لانتخابات الكنيست عام 2013.

## مسيرته
ولد شمعون أوحيون سنة 1945 في المغرب وهاجر إلى إسرائيل في العام 1956. ودرس في مدرسة ثانوية في بئر السبع قبل أن ينضم إلى الجيش الإسرائيلي للخدمة الوطنية. درس في جامعة بار ايلان، حيث أصبح رئيس رابطة الطلاب. بعد الانتهاء من الجامعة عمل لحساب الوكالة اليهودية في الولايات المتحدة، حيث كان مسؤولا عن تشجيع الطلاب للدراسة في الجامعات الإسرائيلية. وفي عام 1979 عاد إلى إسرائيل وانضم إلى كلية التربية في جامعة بار ايلان، ليصبح نائب مديرها. كما شغل أيضا منصب رئيس مجلس إدارة منظمة للمهاجرين المغاربة.
سنة 2014 قدم شمعون أوحيون مشروعا في الكنيست ممثلا حزب «إسرائيل بيتنا» ونواب آخرون من حزب الليكود مشروع قانون لجعل العبرية لغة الدولة الرسمية الوحيدة وإلغاء هذه الصفة عن اللغة العربية.